# Sengoku Basara
Sengoku Basara (戦国BASARA?) è un anime diviso in due serie, tratto dal videogioco Devil Kings della Capcom. Le due serie sono composte ciascuna da tredici episodi. Dal videogioco è stato tratto anche un manga diviso in tre volumi denominato Sengoku Basara Ranse Renbu creato da Kairi Shimotsuki e pubblicato dalla casa editrice Udon Entertainment, pubblicato in Italia dalla J-Pop. Le due stagioni dell'anime sono state acquistate da Yamato Video che lo ha annunciato su Facebook, e, fa parte del "Secret Project" dell'editore milanese. La serie è in fase di trasmissione su nuovo canale YouTube della Yamato a partire dal 30 ottobre 2013.
Il 4 giugno 2011 in Giappone è uscito il lungometraggio cinematografico intitolato Sengoku Basara: The Last Party. Tre anni dopo, nel 2014, è stata poi trasmessa la terza serie televisiva: Sengoku Basara: Judge End, ispirata alle vicende del capitolo Sengoku Basara: Samurai Heroes.

## Trama

### Prima stagione
Nel Giappone dell'epoca Sengoku, vari stati si danno battaglia per la supremazia sul territorio. Il più violento e crudele di questi è lo stato di Oda, posto sotto il comando del sesto re demoniaco Oda Nobunaga. Alcuni stati, tra cui quello di Date e di Takeda, si alleeranno per eliminare una volta per tutte la minaccia di Oda.

### Seconda stagione
Durante una battaglia che vede fronteggiarsi i tre generali Masamune, Shingen e Kenshin, a Kawanakajima, vengono interrotti dall'arrivo di Toyotomi Hideyoshi e il suo esercito, che circonda tre fazioni, pretendendo giuramento di fedeltà da parte dei tre generali, ottenendo però un rifiuto. Hideyoshi inizia così la sua conquista degli stati feudali che si sono rifiutati di sottomettersi.

### Roar of The Dragon
Le vicende del manga raccontano dei preparativi alla Battaglia di Sekigahara e del suo svolgimento, incentrandosi soprattutto sul generale Date Masamune che, sconfitto da Ishida Mitsunari che uccise la maggior parte dei suoi soldati, sta cercando vendetta. Per questo si alleerà con Ieyasu Tokugawa che dopo aver ucciso Toyotomi Hideyoshi sta preparando un'armata per sconfiggere Mitsunari e riunire nelle sue mani tutto il Giappone.

## Personaggi principali
Date Masamune 
Doppiato da: Kazuya Nakai (ed. giapponese), Andrea Beltramo (ed. italiana)
Chiamato "Drago da un Occhio Solo", signore del Oshu utilizza i sei artigli del drago. È circondato da soldati fedelissimi. Nella prima stagione alla fine eliminerà Oda con l'aiuto di Yukimura e nella seconda sfiderà due volte Toyotomi Hideioshi, riuscendo a vincere solo alla fine.
 Sanada Yukimura 
Doppiato da: Souichirou Hoshi (ed. giapponese), Davide Albano (ed. italiana)
Allievo dell'attuale signore del Kai, diviene rivale di Masamune. Utilizza due lance gemelle di colore rosso. Nella prima stagione aiuterà Masamune a sconfiggere Oda, mentre nella seconda si recherà a chiedere l'alleanza a Samashima e fronteggiera Mori Motonari e la sua fortezza al termine della seconda stagione. Yukimura maturerà durante le due serie.
 Uesugi Kenshin 
Doppiato da: Romi Paku (ed. giapponese), Paolo Carenzo (ed. italiana)
Il dio della guerra signore di Echigo, rivale da sempre di Takeda Shingen. La sua arma è una katana. Ha al suo servizio una ninja di nome Kasuga, che inizialmente era stata mandata da lui con il preciso scopo di ucciderlo ma ha finito con l'innamorarsene, abbandonando il suo villaggio e diventando la sua "bellissima spada".
 Takeda Shingen 
Doppiato da: Tesshou Genda (ed. giapponese), Gianni Gaude (ed. italiana)
La Tigre del Kai, rivale di Kenshin, che nonostante sia suo avversario rispetta enormemente. Utilizza un'ascia bipenne.
 Chōsokabe Motochika 
Doppiato da: Ryuuzou Ishino (ed. giapponese), Osmar Santucho (ed. italiana)
L'oni dei mari occidentali, comanda una ciurma di pirati ed ha un carattere simile a Masamune. Nella seconda stagione combatterà e perderà contro Toyotomi, prendendo poi parte alla battaglia di Osaka.
 Kojuro Katakura 
Doppiato da: Toshiyuki Morikawa (ed. giapponese), Walter Rivetti (ed. italiana)
L'occhio Destro del Drago, è un abile stratega ed è il fedele braccio destro di Date Masamune. Nella seconda stagione verrà rapito da Takenaka Hanbei perché si unisca all'armata di Toyotomi ma rifiuta fino alla fine. Una volta liberato da Sasuke, sconfiggerà Takenaka, ostacolando la sua avanzata, per poi riunirsi con Masamune.
 Mōri Motonari 
Doppiato da: Shigeru Nakahara (ed. giapponese), Vito Ventura Shade (ed. italiana)
Uno dei primi a giurare fedeltà a Toyotomi, in realtà le sue vere intenzioni sono quelle di conquistare tutto il Giappone e non esita a sacrificare i suoi uomini. Utilizza una copia di spade ricurve che si possono unire a formare un cerchio.
 Oda Nobunaga 
Doppiato da: Norio Wakamoto (ed. giapponese), Roberto Accornero (ed. italiana)
Sesto re demoniaco. Ha intenzione di unificare il Giappone, spargendo più sangue possibile.
 Toyotomi Hideyoshi 
Doppiato da: Ryōtarō Okiayu (ed. giapponese), Lorenzo Scattorin (ed. italiana)
È il principale nemico della seconda stagione. Il suo sogno è quello di unificare il Giappone e poi conquistare il mondo. Non utilizza armi, ma si affida esclusivamente alla sua forza fisica. Si mostra per la prima volta nella battaglia di Kawanakajima, pretendendo un giuramento di fedeltà a tutti i daimyo presenti sul campo. Alla fine sarà ucciso da Masamune a Odakawa. Era amico di Maeda Keiji.
 Takenaka Hanbei 
Doppiato da: Akira Ishida (ed. giapponese), Massimo Di Benedetto (ed. italiana)
Stratega e generale di Hideyoshi, è un uomo estremamente intelligente. La sua arma è una spada occidentale. È malato di tubercolosi, e questo lo porterà alla fine a perdere contro Kojuro e a morire.
 Maeda Keiji 
Doppiato da: Masakazu Morita (ed. giapponese), Renato Novara (ed. italiana)
Dovrebbe diventare il capo del clan Maeda, ma preferisce girovagare per il Giappone ed in tempo di guerra cerca un modo per far prevalere la pace senza utilizzare la violenza. Era amico di Hideyoshi, con cui spesso combinava bravate. Fu proprio al termine di una di queste che, dopo aver incontrato un collezionista ed essere stati sconfitti, Toyotomi cambiò totalmente il suo carattere divenendo freddo e spietato.

## Anime
Alle serie televisive si sommano gli special di taglio umoristico, usciti assieme ai DVD; la prima serie di corti, Mini sengoku basara - Chōsokabe-kun to Mōri-kun, è incentrata sulla vita di Chosokabe e Mori presentandoli come due comici nemici-amici; la seconda, ambientata dopo gli avvenimenti di Sengoku Basara II, vede come protagonista Kojuro Katakura, alle prese con il suo passatempo di agricoltore.

### Sengoku Basara
| Nº       | Titolo italiano Giapponese 「Kanji」 - Rōmaji | In onda        | In onda                     |
| Nº       | Titolo italiano Giapponese 「Kanji」 - Rōmaji | Giapponese     | Italiano                    |
| 01       | L'azzurro e il Cremisi! Un incontro del destino 「蒼紅! 宿命の邂逅」 - Sōkō! Shukumei no Kaikō                                                                                            | 1º aprile 2009 | 10 febbraio 2017 (doppiato) |
| 02       | Sbalorditivo! incontro a Okehazama 「戦慄! 桶狭間の遭遇」 - Senritsu! Okehazama no Sōgū                                                                                                   | 8 aprile 2009  | 13 febbraio 2017            |
| 03       | Keji Maeda, il messaggero! 「風来坊! 前田慶次!」 - Fūraibō! Maeda Keiji! | 15 aprile 2009 | 14 febbraio 2017            |
| 04       | Il tremante fiore scarlatto - La lealtà portatrice di dolore! 「揺れる緋の華 悲を呼ぶ信義」 - Yureru Hi no Hana Kanashimi o Yobu Shingi                                                   | 22 aprile 2009 | 15 febbraio 2017            |
| 05       | Eroico! Crociata sulla pianura Shitaraga di Nagashino 「壮絶! 長篠·設楽原の義戦」 - Sōzetsu! Nagashino, Shitaraga Hara no Gisen                                                           | 29 aprile 2009 | 16 febbraio 2017            |
| 06       | Legami infranti,lo sfortunato ritiro di Masamune! 「裂かれた絆 政宗屈辱の退却!」 - Sakareta Kizuna Masamune Kutsujoku no Taikyaku!                                                        | 6 maggio 2009  | 17 febbraio 2017            |
| 07       | Il saccheggio del villano! Due draghi duellano sotto il chiaro di luna. 「略奪の梟雄! 双竜月下の真剣勝負」 - Ryakudatsu no Kyōyū! Sōryū Gekka no Shinken Shōbu                            | 6 maggio 2009  | 20 febbraio 2017            |
| 08       | Il Grande Tempio di Sangue e Sento! Kojurou in una situazione disperata 「血風大伽藍! 小十郎絶体絶命」 - Keppū Daigaran! Kojūrō Zettaizetsumei                                            | 20 maggio 2009 | 21 febbraio 2017            |
| 09       | La Tigre del Kai muore a Midaigawa 「甲斐の虎, 御勅使川に死す!」 - Kai no Tora, Midaigawa ni Shisu!                                                                                       | 27 maggio 2009 | 22 febbraio 2017            |
| 10       | Yukimura incapace di risollevare il proprio animo?! L'incredibile scioglimento delle forze di Date 「幸村再起不能!? 伊達軍涙の解散!!」 - Yukimura Saikifunō!? Date Gun Namida no Kaisan!! | 3 giugno 2009  | 23 febbraio 2017            |
| 11       | Il tradimento di Mitsuhide! Honnouji in fiamme! 「光秀謀反! 本能寺大炎上!!」 - Mitsuhide Muhon! Honnō-ji Dai-enjō!!                                                                       | 10 giugno 2009 | 24 febbraio 2017            |
| 12       | La torre del castello Azuki. battaglia mortale per il futuro! 「安土城天守 明日を懸けた死闘!!」 - Azuchi-jō Tenshu Asu o Kaketa Shitō!!                                                   | 17 giugno 2009 | 27 febbraio 2017            |
| 13 (OAV) | Una battaglia interna! Fugaku, la potente fortezza del Mare Ardente!! 「瀬戸内の激突! 火を噴く海の大要塞・富嶽!!」 - Setouchi no Gekitotsu! Hi o Fuku Umi no Daiyōsai-Fugaku!!"           | 6 gennaio 2010 | 28 febbraio 2017            |

### Sengoku Basara II
| Nº       | Titolo italiano Giapponese 「Kanji」 - Rōmaji | In onda           | In onda          |
| Nº       | Titolo italiano Giapponese 「Kanji」 - Rōmaji | Giapponese        | Italiano         |
| 01       | Ritorno a un’epoca turbolenta! Il Signore della Guerra si frappone tra i mondi – L’avvento di Toyotomi Hideyoshi! 「乱世再び! 裂界武帝・豊臣秀吉降臨!」 - Ransei Futatabi! Rekkai Butei, Toyotomi Hideyoshi Kōrin!                  | 11 luglio 2010    | 8 novembre 2018  |
| 02       | L'occhio destro perduto, la schiena del Drago sfregiata! 「失われた右目 斬り裂かれた竜の背中!」 - Ushinawareta Migi Me Kirisakareta Ryū no Senaka!                                                                                  | 18 luglio 2010    | 15 novembre 2018 |
| 03       | Keiji contro Toshiie! Pianti ed emozioni soffocate al fiume Tedori! 「慶次対利家! 手取川に咽ぶゆずれぬ想い!」 - Keiji Tai Toshiie! Tetorigawa no Musebu Yuzurenu Omoi!                                                              | 25 luglio 2010    | 21 novembre 2018 |
| 04       | Il fantasma del castello di Azuchi!? Un ruggito di male e di dolore attacca Yukimura! 「安土城の亡霊!? 幸村を襲う嘆きと魔の咆哮!」 - Azuchi-jō no Bōrei!? Yukimura o Osou Nageki to Ma no Hōkō!                                     | 1º agosto 2010    | 22 gennaio 2022  |
| 05       | Sigillo del voto! Il Drago da un occhio solo contro il Dio della Guerra, confronto a Hitoribashi 「誓願の刻印! 独眼竜対軍神 人取橋の対峙!」 - Seigan no Kokuin! Dokuganryū Tai Gunshin Hitotoribashi no Taiji!                      | 8 agosto 2010     | 22 gennaio 2022  |
| 06       | La minacciosa alleanza Toyotomi - Mōri! Il pugno supremo che squarcia l'Oceano!! 「脅威の豊臣・毛利同盟! 海原を裂く覇の豪拳!!」 - Kyōi no Toyotomi, Mōri Dōmei! Unabara o Saku Ha no Gōken!!                                        | 15 agosto 2010    | 22 gennaio 2022  |
| 07       | Verso Satsuma, la terra dell'estremo Sud! La nuova matura determinazione di Yukimura! 「最南端・薩摩の地へ! 幸村、新たなる漢の出逢い!!」 - Sainantan, Satsuma no Chi e! Yukimura, Aratanaru Otoko no Deai!                          | 22 agosto 2010    | 22 gennaio 2022  |
| 08       | Il triste incontro degli amici. Ricordi indelebili di quel giorno! 「友垣との哀しき再会 猛執刻まれし日の記憶!」 - Tomogaki to no Kanashiki Saikai Mōshū Kizamareshi Hi no Kioku!                                                    | 29 agosto 2010    | 22 gennaio 2022  |
| 09       | Scontro a Owari tra il Drago e il Demone! Ruggito Fragoroso! Coalizione Date-Chōsokabe!! 「竜と鬼 尾張の激突! 爆走! 伊達・長曾我部連合軍!!」 - Ryū to Oni Owari no Gekitotsu! Bakusō! Date, Chōsokabe Rengō Gun!!                   | 5 settembre 2010  | 22 gennaio 2022  |
| 10       | La giovane Tigre Rinata! La minaccia a Est della grande fortezza ricostruita Nichirin!! 「復活の若き虎! 改造大要塞･日輪の脅威､東へ!!」 - Fukkatsu no Wakaki Tora! Kaizō Daiyōsai, Nichirin no Kyōi, Higashi e!!                     | 12 settembre 2010 | 22 gennaio 2022  |
| 11       | La grande armata principale di Toyotomi si scaglia per la supremazia! Il serio Keiji estrae la sua spada col crepacuore!! 「覇走豊臣大本隊! 本気の慶次、断腸の抜刀!!」 - Hasō Toyotomi Daihontai! Honki no Keiji, Danchō no Battō!! | 19 settembre 2010 | 22 gennaio 2022  |
| 12       | Deathmatch! Azzurro e cremisi Dopo il Duello, tira forte il vento!! 「蒼紅決死戦! 激闘の果てに吹く風の音よ!!」 - Sōkō Kesshisen! Gekitō no Hate ni Fuku Kaze no Oto yo!!                                                            | 26 settembre 2010 | 22 gennaio 2022  |
| 13 (OAV) | Dragone e Tigre, Giuramento della Vittoria! Anime che corrono verso un Ardente Futuro!! 「竜虎、頂の誓い! 熱き未来へ駆ける魂!!」 - Ryūko, Itadaki no Chikai! Atsuki Mirai e Kakeru Tamashii!!                                       | 6 aprile 2011     | 22 gennaio 2022  |

## Colonna sonora
Sigle di apertura
- JAP cantata da Abingdon Boys School
- Sword Summit cantata da T.M. Revolution

Sigle di chiusura
- Break & Peace cantata da Dustz
- El Dorado cantata da Angelo